# Get Along
A Get Along (stilizálva Get along) Hajasibara Megumi és Okui Maszami első közös kislemeze, mely 1995. május 24-én jelent meg a King Records kiadó gondozásában. A Slayers anime nyitó- és záródalát tartalmazza. A kislemez a 36. helyet érte el a Oricon japán kislemez eladási listáján és nyolc hétig szerepelt rajta, összesen 76 800 példányt adtak el belőle.

## Dalok listája
1. Get Along 4:07
2. Kujikenaikara! 4:35
3. Get Aong (Off Vocal Version) 4:07
4. Kujikenaikara! (Off Vocal Version) 4:35

## Videóklip
Mindkét dalból készült videóklip, amelyek meglehetősen egyszerűek lettek. A Get Along klipben egy teremben énekelnek, és közben felvillannak jelenetek az animesorozatból. A Kujikenaikara! videóklip a dal felvételéről készült.